# フランス国鉄242A1型蒸気機関車
フランス国鉄242A形1号蒸気機関車はフランス国鉄 (SNCF) が旧フランス国鉄（État）の241形101号蒸気機関車を改造して送り出した車両。ヨーロッパの蒸気機関車の中では最大の出力を記録し、鬼才アンドレ・シャプロンの伝記を書く者全員が口をそろえて彼が携わった機関車の中で最高傑作と呼んでいる。

## 製造から改造まで

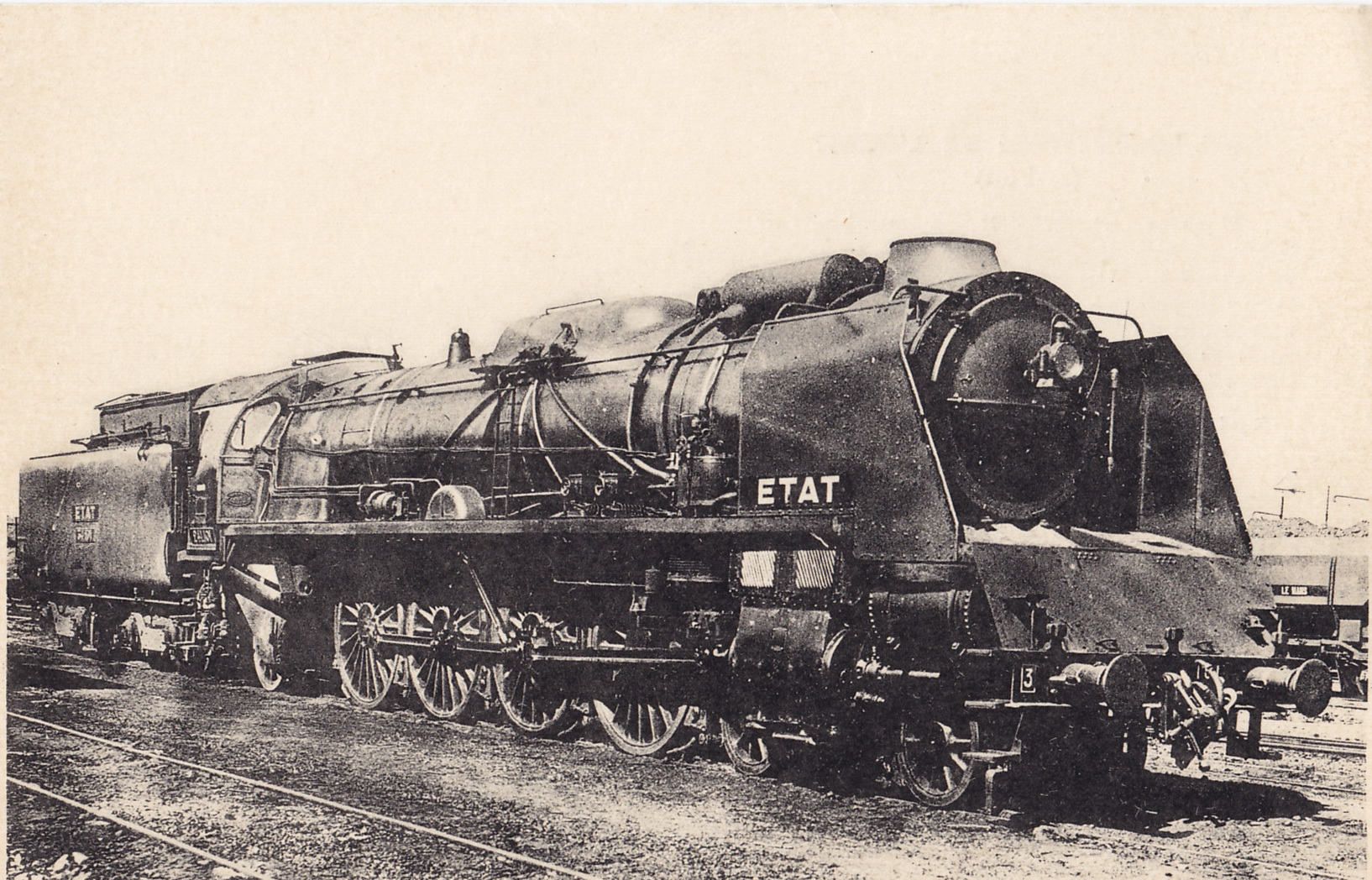
État 241.101

エタ鉄道は1932年に中央車両設計所（OCEM）に依頼し、自鉄道独自の新型蒸気機関車を製造することを決定した。
この依頼に応じ、従前ろくな機関車を作れないと酷評されてきたOCEMは自所の名誉挽回をかけてアンドレ・シャプロンの改造した蒸気機関車に匹敵する高い効率性の実現を目標として3気筒機関車を計画・設計した。
この機関車はリールのfr:Fives-Lille社で製造され、完成後1935年のブリュッセル博覧会に出品された。
241.101型と呼ばれたその蒸気機関車は軸配置2D1、動輪径1,950mmで、20.5気圧の高い圧力に耐える新型ボイラーおよびその周辺補機、エタ鉄道のルノー技師が独自に開発したルノー式ポペットバルブ、それにメカニカルストーカー（自動給炭機）を装備し、新造後の改造で6本の吐出筒（ブラストノズル）を持つキルシャップ排煙装置を備えるなど、当時最新流行の技術を多数盛り込んでいた。
しかし実際に完成して試験してみると、熱放射のロスやルノー式ポペットバルブ周りの蒸気回路設計の悪さから十分な蒸気を気筒に送り込むことができなかったため期待された膨張率には至らず、それどころか乗り心地はひどいうえに脱線を起こすという、名誉挽回どころかOCEMの手がけた機関車の中でも最悪の評価となってしまった。
悩んだ末にエタ鉄道はこの機関車をどこかに隠し、所在の問い合わせに無視するという態度をとった。結局シリンダーが壊れたためSNCFの機関車研究部門にアドバイスを求めた。そのなかにアンドレ・シャプロンがいた。シャプロンは白象という愛称を持ったこの機関車を改造することを提案するが、上層部はなかなか同意しなかった。結局シャプロンの意見が通ったのはフランスがナチスドイツの占領下に置かれた1942年になってからのことであった。

## 改造
まずシャプロンは強力な出力に耐えられるよう、厚さ36mmの鋼板で構成されていた脆弱な台枠の補強にとりかかった。その方法は、台枠の上部に水平の鉄板をはり横梁を一定間隔に設けるというもので、これにより必要な強度を確保した。シャプロンはアメリカ流のシリンダーブロックと台枠を一体構造とした高剛性の一体鋳鋼台枠に交換して6,000馬力対応とすることを検討したが、改造当時の情勢ではそこまで手が回らなかった。
台枠を強化するため必然的に機関車本体の重量も重くなり、そのままでは動軸重がフランスの幹線の軸重上限21トンを超過してしまった。このため、従来の1軸従台車に代えてアメリカ流のデルタ式2軸従台車を取り付け、動軸の荷重増大分を増設された従輪に負担させるように設計変更された。もっとも、ボイラーの火床部との干渉を避ける必要などから、この2軸従台車は前後の従輪で車輪径を違える（後ろの従輪の方が直径が大きい）という若干イレギュラーな設計が採用されており、しかも従来は1軸従台車が装着されていたスペースに2軸台車を押し込んだことから、軸距を先台車と比較して極端に短く詰められるなど、改造車ゆえの設計の難しさがあったことが見て取れる。
その一方シャプロンはこれまでの改造経験から、この機関車を2スロー構成で位相差90°の組立クランク軸を用いた内側低圧2気筒・外側高圧2気筒構成による複式4気筒方式に改造すると、気筒からもたらされる強大なトルクで組立クランク軸が歪んで車軸軸受が帯熱する原因になると考えた。
車輪の内側に配置される2つの気筒がボイラーから供給される蒸気を十分受け止められるようにするにはそれらの直径を増大させねばならないが、そうすると2本平行に並べて配置されている気筒間の中心間隔が広がってクランクの立ち上がり部分（ウェブ）が車輪と干渉してしまい、その厚み（≒強度）を十分確保できなくなる。ウェブの厚みもまた、強大なトルクを受け止める上で重要な要素であり、シャブロンが過去に改造した機関車では動輪そのものの断面を緩やかに外側へ張り出させウェブと干渉する部分を外に逃がすという思い切った措置をとってなおウェブに十分な厚みが確保できず、性能が十分発揮できなかったものがあった。
こうした事情から、本形式の改造工事では単純な1スロークランク軸を備える内側高圧1気筒、外側低圧2気筒による複式3気筒方式が採用された。この方式ならば、車輪のバックゲージ部に置かれる組立クランクは1気筒分となるため十分なウェブの厚みを確保できて高強度が確保され、それでいて構造が単純となるためバネ下荷重であるクランク軸そのものの軽量化が実現されることになる。
さらに通常の3気筒機では駆動系の動的バランスを良好にする目的で位相差をおよそ120度ずつほぼ均等とするところ、この改造工事では外側は2気筒と同じ位相差90°、高圧の内側1気筒は外側の低圧2気筒との位相差がそれぞれ135°となるように設計変更された。この組み合わせでは通常の平均3気筒機と比較して各気筒ごとのトルクが不均等に動輪に伝達されるが、クランク軸の高剛性化による軸ぶれの軽減とこれによる内側気筒の高出力対応実現がもたらすメリットはそれを補って余りあるものであった。
各気筒の駆動方式は内側高圧シリンダーで第1動軸を駆動し、外側低圧シリンダーで第2動軸を駆動する分割駆動方式にしている。気筒への吸排気を司る弁は効率の悪いルノー式ポペットバルブからウィトロー型複式ピストンバルブに変更された。弁装置は一般的なワルシャート式で、煙室部にキルシャップ・エキゾーストを3本縦に並べて据え付け、これに対応する形で煙突を三本とした。また、ボイラー内部ではオーレ（Houlet）式の過熱管と水循環を改善するため2本の熱サイフォンが取り付けられ、ボイラーそのものの熱効率の改善が図られた。
足回りを改造して1軸従台車をデルタ式2軸従台車に変更たうえ、ALCOタイプの先台車に自動軸箱楔などを採用していたことから乗り心地は改造前と比較して劇的に改善された。時速150キロまで出しても安定した走りを見せ、線路にも何ら悪影響を与えなかったとされる。また、先輪にはアメリカのティムケン社、従輪と炭水車の車輪にスウェーデンのSKF製のころ軸受が取り付けられた。
性能は出力が改造前の2,800馬力から約2倍となる5,500馬力にまで増加した。これはイギリスやドイツといったヨーロッパ各国で製造・運用されたどの蒸気機関車よりも高い出力である。また、これを上回る出力を達成したアメリカの固定台枠式蒸気機関車よりも機関車本体の重量は軽かったことが記録されている。
欠点としては台枠補強の関係で機関部の点検がしにくくなったこと、そして真偽不明であるが横圧により曲線通過時に軌条を押し広げることの2点が挙げられている。多動軸の固定台枠機の場合、どうしても固定軸距が長くなるため特別に横動機能を搭載する、あるいは一部動輪のフランジを削るなどの対策を講じない限り曲線通過時の動輪横圧過大やフランジ偏摩耗などの問題を引き起こしがちであるが、本形式ではそういった対策が講じられた形跡は特に残されていない。

## 試験
1943年に完成した241.101改め242A1の試験走行の結果は非常に素晴らしいものであった。試験を行ったどの路線も厳しい線形・軌道条件であったが、本形式はどの路線でも素晴らしい成績を残した。
特にサン＝ジェルマン＝デ＝フォセからリヨンまでの山岳線での試験結果は素晴らしいものであった。現在でも2時間はかかるこの路線を16両編成664トンの列車を引いて1時間47分で走りぬいた。しかも3気筒では空転しやすいと言われた途中区間の勾配でも補機の助けなしに空転することもなく登ってしまった。
この試験結果は国内外にとって衝撃的であった。南アメリカの鉄道視察団がディーゼル機関車100両を買い付けるためにフランスにやってきた際に、パリ・モンパルナスからル・マンまで約200kmの区間での本形式によるデモ走行に招待された。ここでも通常ならば2時間はかかる区間を給水のための停車時間を含めても6分短縮して走りぬいた。これを見たアルゼンチンの鉄道幹部は、予定していたディーゼル機関車購入を止めてシャプロンの手がけた2種類の蒸気機関車を購入し、さらに既存の機関車にも改良を行った。
フランス国内においても、当時既に時代遅れとみなされていた蒸気機関車が性能で電気機関車を上回ったことは、商用交流電化の実用化など積極的に各路線の電化を推進していたSNCF上層部に大きな衝撃を与えた。
これを受けて、旧POや旧エタ鉄道などの直流1,500V電化区間で使用されていた2D2 5100型や2D2 5500型などの戦前から戦時中にかけて設計された一連のブフリドライブ搭載電気機関車の改良増備車導入計画が急遽変更され、主電動機の定格出力向上が図られた。この機関車がSNCF最後のブフリドライブ搭載固定台枠式機関車である2D2 9100型である。
もっとも、同形式でも主電動機の定格出力は合計3,687kW（≒5,013馬力）がやっとで、出力面では3,900kWを達成した242A1号を超えるものではなかった。

## その後
テスト後はル・マン機関区に配属され他形式と共にパリまでの急行列車運用に充当されたが、それはこの機関車にとって軽い力仕事に過ぎず、列車の遅れの時にのみ力を発揮した。
1961年、242A形1号は人知れず解体された。試作機は保存に値しないというのが表向きの理由ではあるが、実際は電化を進めるSNCF上層部にとって電気機関車より高性能を発揮する本機は目障りであったのが原因と言われる。
しかしながら、電気機関車はだれがどの車両でも運転できるのに対し、フランスの蒸気機関車は同じ人員が運転しなければ技術的問題が生じる問題があり、交代が行われないことが普通だった。
そればかりか、乗員を専属させることによる非効率さにより、戦後に導入された取り扱いが容易で専属以外の乗員でも運転ができるフランス国鉄141R形蒸気機関車が自国の複式機関車よりも卓越した燃料節約ができると判明している。
１日当たりの走行距離は低く、1938年に75km/h、1962年に117km/hに増加したが電気機関車は335km/hであった。
極めて低かった運転指標が、電化により飛躍的に向上したため、フランス製蒸気機関車の存在が電化の原動力になっているとの指摘すら存在した。